# 트로일로스

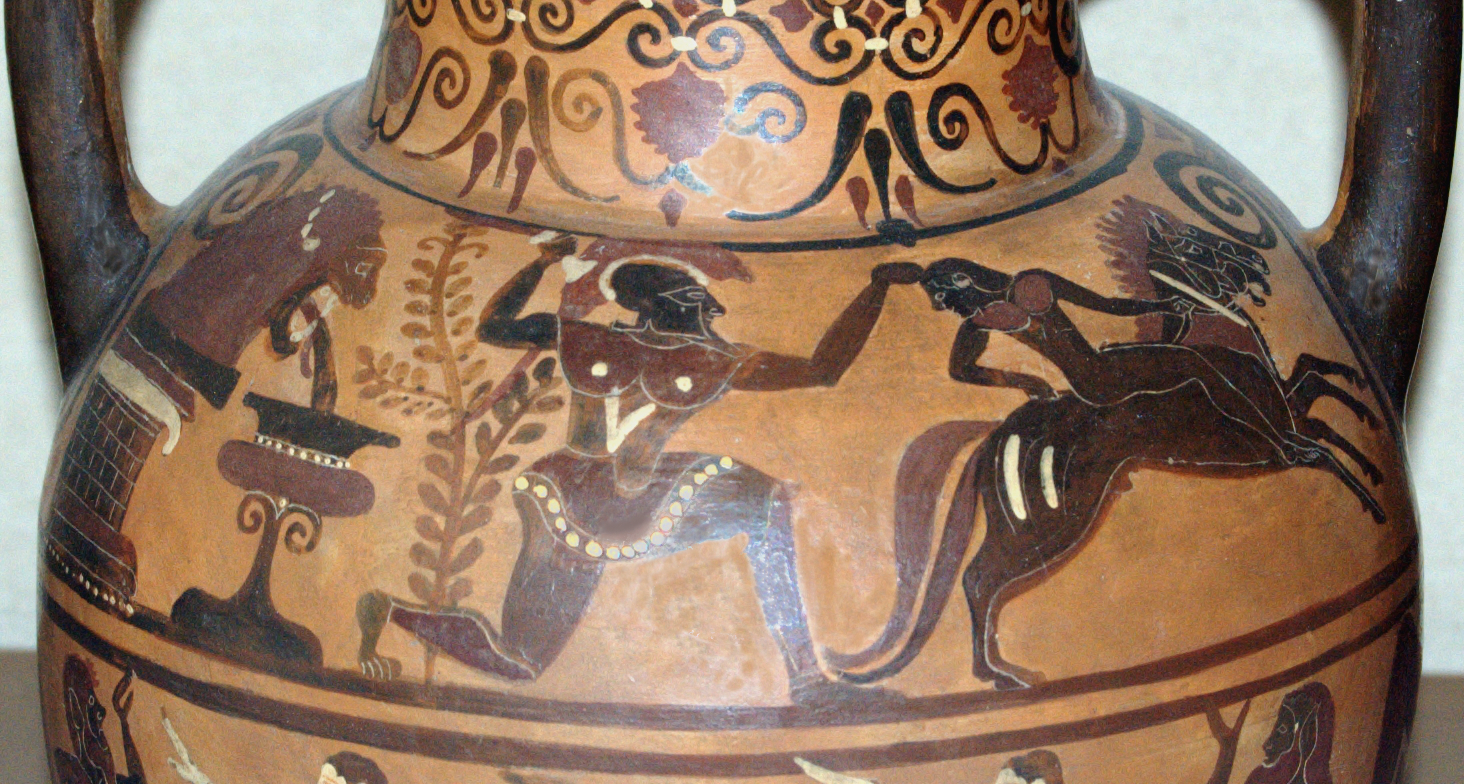

트로일로스(Τρωΐλος, Troilus)는 트로이의 왕 프리아모스와 왕비 헤카베의 아들이다. 혹은 아폴론의 아들이라고도 한다.

## 생애
호메로스의 서사시 《일리아스(Iliad)》에서는 트로일로스가 트로이 전쟁이 실제로 일어나기 전에 살해당했다고 한다.
트로이 전쟁이 일어났을 때, 당시 트로일로스는 소년이었는데, 그가 20세까지 살아 있으면 트로이는 절대로 함락되지 않는다는 신탁이 있었다. 트로일로스는 전쟁 중에 직접 나서서 싸웠으나 신탁 때문에 아킬레우스의 표적이 되어 추격을 받았고, 팀블레의 아폴론 신전에 들어가 숨었으나 따라잡혀 살해당했다. 아폴론은 자신의 아들이 살해된 것과 자신의 신전이 피로 더럽혀진 것에 분노하여 아킬레우스에게 원한을 가졌고, 훗날 파리스를 이용하여 아킬레우스를 살해하였다.
전쟁 중에 죽은 것은 다른 설이 있다. 트로일로스는 여동생 폴릭세네와 결혼하고 싶은 마음이 있었고, 게다가 폴릭세네도 그를 좋아하고 있었다. 어느 날 폴릭세네가 성 밖에 있는 물을 뜨러갔을 때 트로일로스가 보호한다는 명목으로 폴릭세네와 같이 갔다. 그런데 아킬레우스가 이끄는 그리스 군대가 습격해왔고, 당시 트로일로스는 전차를 타고 있었는데 말이 놀라 뛰는 바람에 떨어져 죽었다.

## 트로일로스에 관한 작품
트로이 전쟁을 다루며 트로일로스에 관한 다른 중세 이야기는 중세 시대의 작가들이 묘사한 크리세이드(또는 크레시다)와의 사랑 이야기이다. 트로일로스는 크리세이드를 사랑하는 사이였으나, 크리세이드는 그리스의 영웅 디오메데스에게 마음을 빼앗겨 트로일로스를 배반하였고, 트로일로스는 변덕스러운 소녀를 사랑한 순진한 젊은이로 묘사되었다.
트로일로스의 불행한 열정에 대한 이야기는 12세기초에 브누아 드 생트 모르가 쓴 시 《트로이 이야기(Roman de Troie)》에 나온다. 브누아는 크리세이드를 브리세이다라고 불렀는데 후에 다른 작가들이 그 이름을 크레시다로 바꾸었다.
또한 잘 알려진 작품이며 14세기에서 트로일로스와 크리세이드의 주제를 취급한 중요한 두 작품이 있는데, 조반니 보카치오의 시 《일 필로스트라토(Il filostrato)》(브누아의 작품과 구이도 델레 콜론네의 《트로이 파괴의 역사(Historia destructionis Troiae)》에서 유래)와 제프리 초서의 《트로일로스와 크리세이드(Troilus and Criseyde)》(주로 보카치오에 기초함)이다. 윌리엄 셰익스피어의 희곡 《트로일로스와 크레시다(Troilus and Cressida)》가 있다.